# Statul Darfur de Nord
Statul (vilaietul) Darfur de Nord  este una dintre cele 17 unități administrativ-teritoriale de gradul I ale Sudanului. Reședința sa este orașul Al-Fashir.